# Unione Sportiva Fascista Catanzarese 1936-1937
Questa pagina raccoglie i dati riguardanti l'Unione Sportiva Fascista Catanzarese nelle competizioni ufficiali della stagione 1936-1937.

## Rosa
| N. |                   | Ruolo | Calciatore         |
| -- | ----------------- | ----- | ------------------ |
|    | Italia (bandiera) | A     | Edoardo Barberio   |
|    | Italia (bandiera) | A     | Gastone Boni       |
|    | Italia (bandiera) | C     | Luigi Galetti      |
|    | Italia (bandiera) | P     | Giovanni Garbo     |
|    | Italia (bandiera) | C     | Giglio             |
|    | Italia (bandiera) | D     | Eugenio Grandi     |
|    | Italia (bandiera) | A     | Alberto Guasconi   |
|    | Italia (bandiera) | A     | Riccardo Isada     |
|    | Italia (bandiera) | D     | Miniaci            |
|    | Italia (bandiera) | C     | Nocita             |
|    | Italia (bandiera) | D     | Guglielmo Panzetti |

| N. |                   | Ruolo | Calciatore          |
| -- | ----------------- | ----- | ------------------- |
|    | Italia (bandiera) | D     | Vittorio Pasti      |
|    | Italia (bandiera) | A     | Alberto Pignattelli |
|    | Italia (bandiera) | A     | Angelo Prandoni     |
|    | Italia (bandiera) | C     | Vittorio Redaelli   |
|    | Italia (bandiera) | C     | Regalino            |
|    | Italia (bandiera) | C     | Sacco               |
|    | Italia (bandiera) | C     | Gastone Staffiero   |
|    | Italia (bandiera) | C     | Umberto Tosi        |
|    | Italia (bandiera) | A     | Mario Zaccone       |
|    | Italia (bandiera) | C     | Gino Zanni          |

La FIGC sciolse la squadra a fine stagione.